# 奥尔加·格鲁申
奥尔加·格鲁申（Olga Grushin，生于1971年6月），俄裔美国小说家。

## 生平
奥尔加·格鲁申出生于莫斯科，父亲鲍里斯·格鲁申（Boris Grushin）是苏联著名的社会学家。她在捷克斯洛伐克的布拉格度过了大部分童年时光。 她曾就读于普希金造型艺术博物馆和莫斯科国立大学，后于1989年获得奖学金进入埃默里大学学习。她于1993年以最优等成绩（summa cum laude）毕业于埃默里大学。她于2002年归化为美国公民，但仍保留俄罗斯国籍。格鲁申曾担任过吉米·卡特的口译员、爵士酒吧的鸡尾酒服务员、世界银行的翻译、华盛顿特区一家律师事务所的研究分析师，以及哈佛大学敦巴顿橡树园研究图书馆与文献库的编辑。
她的第一部用英语写成的小说《苏哈诺夫的梦幻人生》（The Dream Life of Sukhanov）是2006年《纽约时报》年度值得关注图书，并赢得了2007年纽约公共图书馆雄狮小说奖（Young Lions Fiction Award），同时也被《华盛顿邮报》选为2006年十大好书之一。这部小说的主人公苏哈诺夫原本是艺术家，后来成为了党的官员、在共产党媒体担任艺术评论员，“在苏联的最后日子里，他的过去追上了他”。诗人卡尔·基尔希韦（Karl Kirchwey）在《芝加哥论坛报》的书评中写道：
很少有处女作能如此完美地捕捉一个历史时刻，它之所以显得无比真实，是因为它与个人生活的灾难产生了共鸣。对苏哈诺夫而言，没有逃脱之路，也无法回头：我们任何人都没有。时间会解决一切。

## 小说作品
- 《苏哈诺夫的梦幻人生》（The Dream Life of Sukhanov），纽约：Putnam's Sons出版社，2006年。 ISBN 0-399-15298-9
- 《排队》（The Line）（在英国出版时名为《音乐会门票》（The Concert Ticket）），纽约：Putnam's Sons出版社，2010年。 ISBN 978-0-399-15616-8
- 《四十个房间》（Forty Rooms），纽约：Marian Wood Books/Putnam's Sons出版社，2016年。 ISBN 978-1101982334
- 《被施了魔法的妻子》（The Charmed Wife），纽约：Putnam's Sons出版社，2021年。